# Еллі Робак
Еллі Робак (англ. Ellie Roebuck, нар. 23 вересня 1999, Шеффілд) — англійська футболістка, воротарка англійського клубу «Манчестер Сіті» та збірної Англії.